# Слобода (Кашинский район)
Слобода — деревня в Кашинском городском округе Тверской области.

## География
Находится в юго-восточной части Тверской области на расстоянии приблизительно 19 км на север-северо-восток по прямой от города Кашин.

## История
Деревня была показана ещё на карте 1798 года. В 1859 году здесь (деревня Мышкинского уезда) Ярославской губернии было учтено 15 дворов. До 2018 года входила в состав ныне упразднённого Шепелевского сельского поселения.

## Население
Численность населения: 128 человек (1859 год), 9 (русские 100 %) в 2002 году, 1 в 2010.